# Кимбэлл, Натан
Натан Кимбэлл (Nathan Kimball) (22 ноября 1822 — 21 января 1898) — американский медик, политик и армейский офицер, который служил бригадным генералом в годы американской гражданской войны. Знаменит в основном тем, что сумел победить Томаса Джексона в Первом сражении при Кернстауне.

## Ранние годы
Кимбэлл родился во Фредериксберге, штат Индиана, в небольшой сельском поселении. Он окончил местную школу, затем учился а семинарии округа Вашингтон и индианском Эшбери-Колледже (1839—1841). После колледжа работал учителем в Индепенденсе, Миссури. В 1844 году изучал медицину в Медицинской Школе Луисвилля, после чего занялся частной врачебной практикой в Салеме и Ливонии. 22 сентября 1845 года женился на Марте Макфетерс. У них был один сын по имени Джеймс.
Когда началась мексиканская война, Кимбэлл записался в армию и набрал в Ливонии роту для 2-го индианского пехотного полка. был избран капитаном этой роты. В ходе войны Кимбэлл отличился в сражении при Буэна-Виста, где его рота сохранила порядок даже в тот момент, когда весь полк начал отступать. В июне 1847 года он уволился со службы и вернулся в Индиану, где возобновил медицинскую практику. В том же году он неудачно баллотировался в Сенат Индианы от партии вигов. В начале 1850 года умерла его жена и в августе он повторно женился на Эмили Макфетерс. В 1852 году он баллотировался на пост президентского электора, но вновь неудачно. В 1854 году вступил в республиканскую партию. Его медицинская деятельность развивалась весьма успешно и он стал весьма известен в своём регионе.

## Гражданская война
Когда началась Гражданская война, Кимбэлл снова поступил на военную службу и снова собрал пехотную роту. 7 июня 1861 года губернатор Оливер Мортон назначил его полковником 14-го Индианского полка, который в ту пору насчитывал 1143 человека. Кимбэлл командовал этим полком в ходе боёв за западную Вирджинию, и первым сражением в его карьере стало сражение при Чит-Маунтин осенью того года.
В январе 1862 года он стал командиром первой бригады в дивизии Фредерика Лендера. Бригада состояла из шести пехотных полков:
- 14-й Индианский пехотный полк;
- 4-й Огайский пехотный полк; полк. Джон Мэйсон
- 8-й Огайский пехотный полк; полковник Самуэль Кэррол
- 67-й Огайский пехотный полк; полковник Отто Берстенбиндер
- 84-й Пенсильванский пехотный полк; полковник Уильям Мюррей
- 7-й Западновирджинский пехотный полк, полковник Джеймс Эванс

В январе 1862 года во время похода Джексона на Ромни, бригада Кимбэлла частично (только полк Мюррея) была задействована для обороны Бата и Хэнкока.
2 марта 1862 года генерал Лендер умер и дивизию возглавил Джеймс Шилдс. Кимбэлл командовал бригадой в сражении при Кернстауне. На второй день сражения, после ранения дивизионного командира Джеймса Шилдса, он временно принял командование дивизией. Именно он провёл знаменитую контратаку, которая опрокинула ряды армии Томаса Джексона и заставила его отступить. За отличия в этом бою Кимбалл 16 апреля 1862 года получил звание бригадного генерала. Таким образом, он стал человеком, который смог в бою победить и генерала Ли (при Чит-Маунтин) и Джексона.
В июле 1862 бригада Кимбалла присоединилась к армии Джона Поупа и прикрывал отступление Поупа после Второго сражения при Бул-Ране 1 сентября. Когда началась мэрилендская кампания, была сформирована третья дивизия II корпуса Потомакской армии (под ком. Уильяма Френча), и бригада Кимбала стала первой бригадой этой дивизии. Эта бригада состояла из четырёх полков:
- 14-й Индианский полк: полк. Уильям Харроу
- 8-й Огайский полк: подп. Франклин Соуэр
- 132-й Пенсильванский полк: полк. Ричард Оакфорд
- 7-й Западноврджинский полк: полк. Джозеф Снайдер

Бригада приняла участие в сражении при Энтитеме, где вместе со всей дивизией Френча атаковала бригады южан на Санкен-Роуд, в центре позиций армии Ли. Кимбалл в рапорте так описывал эту атаку:
Прямо передо мной, параллельно моей линии, проходила узкая дорога, которая была промыта водой и представляла собой естественный окоп между моей линией и большим кукурузным полем. Как только моя линия вышла к вершине холма, она попала по всему фронту под смертоносный огонь. Моё наступление приостановилось и три с половиной часа длился бой, без успеха на чьей-либо стороне.
В этом бою бригада потеряла почти 600 человек убитыми и ранеными (121 убито, 510 ранено, 8 пропало без вести), в числе убитых был и командир 32-го Пенсильванского полка. Бригаде в итоге удалось потеснить противника, захватив почти 300 человек пленными и несколько знамён. После этого сражения бригаду прозвали «Гибралтарской бригадой» за стойкость.
В декабре, во время сражения при Фредериксберге, бригада Кимбалла участвовала в атаках высот Мари. В тот день бригаде пришлось первой наступать на укрепления противника. Кимбэлл писал в рапорте: «Как только моя линия поднялась на вершину небольшого холма, под прикрытием которого она строилась, она была встречена смертоносным огнём батарей противника с фронта и с каждого фланга, но и встретив такое, она всё равно уверенно двинулась вперёд с примкнутыми штыками, не стреляя, по трудной и грязной земле, через все изгороди и другие препятствия, пока не вышла к траншеям противника, где обнаружила многочисленную пехоту, размещённую за каменными стенами и укреплениями и под прикрытием небольшого оврага, и огонь противника был так силён, что бригаде пришлось остановиться и открыть огонь». «Продвинувшись ещё немного вперёд, передовая бригада Кимпбелла остановилась примерно в 120 ярдах от каменной стены. — писал Кирилл Маль, — Она словно наткнулась на другую невидимую стену и некоторое время ещё пыталась удержаться, отвечая на огонь конфедератов бесполезными залпами, но её потери были слишком велики, и через 15 минут Кимпбелл отвёл остатки своих полков назад».
Во время этой атаки Кимбэлл был тяжело ранен выбыл из строя на всю зиму и весну 1863 года. Его бригаду передали полковнику Самуэлю Кэрроллу. В самом начале 1863 Кимбэлла выдвинули в качестве кандидата на выборах вице-губернатора Индианы, но от отказался от участия и вернулся в армию.
После выздоровления Кимбалл был направлен на Запад, и в июне 1863 года прибыл в Коринф, где принял командование дивизией XVI корпуса. Дивизию направили к Виксбегу, однако она прибыла на место уже после капитуляции города. В сентябре дивизия была отправлена в Арканзас и включена в VII корпус. Кимбалл участвовал в Камденской экспедиции, где командовал арьергардом.
В апреле 1864 года Кимбэлл был освобождён от своих обязанностей в арканзасском департаменте и отправлен в распоряжение Уильяма Шермана, он стал одним из его близких друзей. Он оставался при нём до мая 1864, когда ему поручили одну из бригад IV корпуса (в дивизии Джона Ньютона). Это произошло как раз перед началом Битвы за Атланту. После сражения у Пичтри-Крик Кимбалл стал командовать дивизией в этом корпусе.
Кимбэлл временно уезжал в Индиану, и вернулся в армию поздней осенью. Он командовал дивизией в сражении при Франклине и при Нэшвилле. 1 февраля 1865 года он получил звание генерал-майора (добровольцев), а 24 августа 1865 года, по окончании войны, покинул армию.

## Послевоенная деятельность
После войны Кимбалл вернулся в Индиану и одно время был командиром ветеранской организации «Великая армия республики». В 1867 он был избран казначеем штата, а затем был переизбран на второй срок. В 1869 году он вступил в масонскую ложу в Монт-Плезант в Индиане. В 1873 году он был избран в палату представителей Индианы от округа Мэрион. В том же году Улисс Грант направлял его на службу в Юту, где Кимбэлл пробыл до 1878 года. На следующий год президент Рутерфорд Хейс назначил его почтмейстером в Огдене, где Кимбэлл прослужил до своей смерти в 1898 году. Его похоронили в Огдене, штат Юта.